# Derincespor
Derince Spor Kulübü bzw. in der Kurzform Derincespor ist ein türkischer Fußballverein aus der Kreisstadt Derince der westtürkischen Provinz Kocaeli und wurde hier 1994 als Betriebssportverein der Stadtverwaltung gegründet. Ihre Heimspiele bestreitet die Mannschaft im Doğal-Çim-Stadion. Die Vereinsfarben sind gelb-blau. Der Klub wurde im März 2014 von Derince Belediyespor in Derincespor umbenannt.

## Geschichte

### Gründung und die ersten Jahre
Der Verein wurde 1994 unter dem Namen Derince Belediye Spor Kulübü (zu deutsch: Sportklub Jugendvereinigung Derince) als Betriebssportverein der Stadtverwaltung gegründet. Nach der Vereinsgründung spielte der Verein lange Zeit in den regionalen Amateurligen.

### Aufstieg in die TFF 3. Lig
In der Saison 2011/12 beendete der Verein die Bölgesel Amatör Ligi (dt. regionale Amateurliga) als Meister der Gruppe 11. Anschließend spielte man mit Beyköy Belediyespor um den Aufstieg in die TFF 3. Lig. Bei dieser Begegnung setzte man sich mit 7:5 nach dem Elfmeterschießen durch stieg das erste Mal in der Vereinsgeschichte in eine Profiliga auf. Die erste Viertligasaison beendete man auf dem 12. Tabellenplatz.

### Ausgliederung der Fußballsparte und Umbenennung in Derincespor
Im März 2014 gliederte der Verein seine Fußballsparte aus und wandelte sie in eine Aktiengesellschaft, in der Türkei als Anonim Şirket  (kurz A.Ş.) bezeichnet, um. Einhergehend mit dieser Ausgliederung wurde der Vereinsname auch in Derincespor A.Ş. umbenannt. Der Geschäftsmann Şahin Çavuşoğlu, der auch Vereinspräsident wurde, erwarb 75 % der Vereinsanteile.

## Ligazugehörigkeit
- 2. Liga: -
- 3. Liga: -
- 4. Liga: 2012–2017
- Amateurliga: 1994–2012, Seit 2017